# Кубота, Иттику
Иттику Кубота (яп. 久保田　一竹 Кубота Иттику, 7 октября 1917, Токио — 26 апреля 2003, Токио (?)) — японский художник по ткани. Возродил и развил забытую технику конца XV — начала XVI века под названием цудзигахана (буквально «придорожные цветы»).
Начал изучать искусство работы с тканью в возрасте 14 лет. Когда ему исполнилось 20 лет, он впервые познакомился с древнейшей техникой цудзигахана в Токийском национальном музее. Воевал во Второй мировой войне, провёл три года в советском плену.
По возвращении из плена, в возрасте 40 лет, начал работать в технике цудзигахана и, после 20 лет развития и совершенствования её, создал современный вариант, который назван в честь него «иттику цудзигахана»
В 1995 году удостоился чести стать первым живущим художником, выставившим работы в Смитсоновском институте в Вашингтоне.
После смерти мастера его ремесло продолжают сын и дочь. Последние годы[уточнить дату] музей Иттику Куботы оказался на грани банкротства, и коллекции грозила распродажа по частям, чтобы покрыть долги. Чтобы не допустить это, коллекцию целиком выкупил благотворительный фонд Фаттаха Шодиева (Казахстан).

## Выставки
- 1977 Токио
- 1995 Национальный музей естественной истории, Смитсоновский институт, Вашингтон
- 1996 Оттава
- 2000 Берлин
- 2013 Мир глазами мастера кимоно Иттику Кубота, Алматы
- 2013—2014 «Преображение кимоно: искусство Иттику Куботы». Манеж, Москва

## Награды
- Орден Искусств и литературы Франции (1990)
- Орден Культуры (1993)